# Gaylussacia goyazensis
Gaylussacia goyazensis är en ljungväxtart som beskrevs av Herman Otto Sleumer. Gaylussacia goyazensis ingår i släktet Gaylussacia och familjen ljungväxter. Inga underarter finns listade i Catalogue of Life.